# Caelopygus
Caelopygus is een geslacht van hooiwagens uit de familie Gonyleptidae.
De wetenschappelijke naam Caelopygus is voor het eerst geldig gepubliceerd door C.L. Koch in 1839. 

## Soorten
Caelopygus omvat de volgende 2 soorten:
- Caelopygus elegans
- Caelopygus melanocephalus